# Cheliferini
Tribu
Les Cheliferini sont une tribu de pseudoscorpions de la famille des Cheliferidae.

## Distribution
Les espèces de cette tribu se rencontrent en Amérique, en Asie, en Afrique, en Europe et en Océanie.

## Liste des genres
Selon Pseudoscorpions of the World (version 3.0) :
- Aporochelifer Beier, 1953
- Aspurochelifer Benedict & Malcolm, 1979
- Beierius Chamberlin, 1932
- Centrochelifer Beier, 1959
- Chelifer Geoffroy, 1762
- Cubachelifer Hoff, 1946
- Florichelifer Hoff, 1964
- Haplochelifer Chamberlin, 1932
- Hygrochelifer Murthy & Ananthakrishnan, 1977
- Hysterochelifer Chamberlin, 1932
- Idiochelifer Chamberlin, 1932
- Kashimachelifer Morikawa, 1957
- Levichelifer Hoff, 1946
- Litochelifer Beier, 1948
- Mesochelifer Vachon, 1940
- Metachelifer Redikorzev, 1938
- Mexichelifer Muchmore, 1973
- Paisochelifer Hoff, 1946
- Parachelifer Chamberlin, 1932
- Phorochelifer Hoff, 1956
- Strobilochelifer Beier, 1932
- Tyrannochelifer Chamberlin, 1932
- Xenochelifer Chamberlin, 1949
- † Dichela Menge, 1854

## Publication originale
- Risso, 1827 : Animaux articulés: description de quelques Myriapodes, Scorpionides, Arachnides et Acarides, habitant les Alpes Maritimes. Histoire naturelle des principales productions de l'Europe méridionale et principalement de celles des environs de Nice et des Alpes Maritimes, Levrault, Paris, p. 147-186.